# Flandryjski multimetryczny indeks makrobezkręgowców
Flandryjski multimetryczny indeks makrobezkręgowców (MMIF, niderl. Multimetrische Macro-invertebratenindex Vlaanderen) – wskaźnik stosowany w Regionie Flamandzkim w monitoringu jakości wód powierzchniowych do oceny ich stanu ekologicznego.
Wskaźnik MMIF został opracowany na potrzeby oceny jakości wód na podstawie stanu makrozoobentosu zgodnie z wymaganiami ramowej dyrektywy wodnej. Jest średnią kilku innych wskaźników biotycznych, które są zaadaptowanymi do flamandzkich warunków wskaźnikami stosowanymi w biomonitoringu hydrobiologicznym. Dane do obliczenia wskaźnika uzyskuje się, pobierając siatką hydrobiologiczną próbę zoobentosu ze strefy przydennej cieku i licząc osobniki należące do poszczególnych taksonów wskaźnikowych. Pobór prób może odbywać się w sezonie wegetacyjnym – od kwietnia do listopada.
Na liście operacyjnej do obliczania wskaźnika MMIF znajduje się 225 taksonów – zwykle rodzin lub rodzajów. Taksony o najniższej wartości punktowej mają największą tolerancję ekologiczną, a o najwyższej – są najbardziej wrażliwe na presje. Te pierwsze (1 punkt) to rureczniki i larwy bzygowatych, a te drugie (10 punktów) to Margaritifera, Epeorus, Heptagenia (sensu lato), Rhitrogena i kilkanaście rodzajów widelnic.
Wskaźniki wchodzące w skład MMIF to:
- liczba stwierdzonych taksonów (TAX)
- wskaźnik EPT – liczba stwierdzonych taksonów jętek (Ephemeroptera), widelnic (Plecoptera),  chruścików (Trichoptera)
- liczba taksonów wrażliwych (NST) innych niż uwzględnione we wskaźniku EPT
- wskaźnik Shannona-Wienera (SWD) – wskaźnik różnorodności biologicznej
- wskaźnik MST – średnia wartość wskaźnika tolerancji stwierdzonych taksonów.

Ostateczny wskaźnik przyjmuje wartości od 0 (stan najbardziej zdegradowany) do 1 (stan referencyjny). W pierwotnej wersji podział na klasy jakości wód przyjęto na zasadzie równego podziału zakresu. Granice klas wyznaczały wartości 0,2, 0,4, 0,6 i 0,8. W wyniku interkalibracji z innymi wskaźnikami stosowanymi w środkowej Europie wartości te zachowano dla cieków płynących przez poldery, podczas gdy dla innych typów cieków i jezior przyjęto granice 0,3, 0,5, 0,7 i 0,9.
Wskaźnik jest najlepiej skorelowany z zanieczyszczeniami substancjami biogennymi – różnymi związkami azotu i fosforu (przy czym korelacja z azotanami nie jest istotna statystycznie) i wskaźnikami zanieczyszczeń substancjami organicznymi (także wskaźnikami warunków tlenowych).
W Walonii w tym samym celu stosuje się dostosowany do lokalnych warunków francuski wskaźnik Indice Biologique Global Normalisé.